# Formylméthanofurane déshydrogénase
La formylméthanofurane déshydrogénase est une enzyme, intervenant notamment dans la méthanogenèse, qui catalyse la réaction :
CO2 + méthanofurane + accepteur d'électrons réduit  {\displaystyle \rightleftharpoons }  H2O + formylméthanofurane + accepteur d'électrons oxydé.
Cette enzyme est une oxydoréductase spécifiques aux groupes aldéhyde –CHO ou oxo =O des donneurs d'électrons. Elle participe à la synthèse de l'acide folique (vitamine B9) et recourt au cofacteur à molybdène, contenant du molybdène et de la molybdoptérine.